# Weinsberg
Weinsberg  est une petite ville allemande du Nord du Land Bade-Wurtemberg. Elle est située dans l'arrondissement de Heilbronn (Landkreis Heilbronn) et connue pour son vin. 

## Étymologie
Le nom de la ville vient du mot allemand Weinberg, qui signifie vignoble.

## Histoire

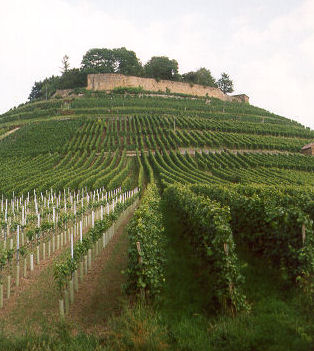
Ruines du château de Weinsberg.

La région fut colonisée primitivement par les Romains vers l'an 150.
Vers l'an 1000, un château fort fut construit (aujourd'hui en ruine). Le 21 décembre 1140, ses occupants furent obligés de se rendre au roi Conrad III de Hohenstaufen après un long siège. Le souverain commanda d'exécuter tous les hommes du château. Les femmes furent autorisées à partir en emportant leurs biens préférés sur le dos. Elles choisirent de porter leurs maris, sauvant ainsi la vie des hommes. Le roi le permit parce que, dit-il, « un souverain ne peut se dédire ». Les femmes sont connues sous le nom de Treue Weiber von Weinsberg (« Les femmes fidèles de Weinsberg »). Le château aujourd'hui porte le nom de Weibertreu (« Fidélité des femmes »).
La ville elle-même est fondée aux environs de 1200. Le réformateur religieux allemand Johannes Oecolampadius naît à Weinsberg en 1482. Il est un prédicateur de l'église de Weinsberg de 1510 à 1518. En 1518, il part pour Bâle où il introduit la Réforme.
Le 16 avril 1525 (dimanche de Pâques), pendant la guerre des Paysans, les paysans attaquent et détruisent le château, déjà abîmé lors d'une précédente attaque en 1504. Ils exécutent alors le noble qui commande la ville et le château, et qui maltraite les paysans. Cette exécution sans précédent choqua et mit en colère la noblesse et le clergé d'Allemagne. Ils détruisirent la ville quelques semaines après, le 21 mai, bien que la ville fût innocente de l'exécution.
De 1819 à sa mort en 1862, le poète et médecin Justinus Kerner vécut à Weinsberg. Son cercle d'amis, tous poètes, se réunissait souvent chez lui, donnant à Weinsberg la réputation d'un Weimar souabe.
Pendant la Seconde Guerre mondiale, un camp des prisonniers de guerre pour des officiers des alliés (Français et Britanniques) est installé à Weinsberg (Oflag V-a). Le 12 avril 1945, la ville est détruite par des attaques aériennes, et les incendies en résultant.

## Institutions
Weinsberg a un grand hôpital psychiatrique et neurologique, qui a été fondé en 1903. Le Klinikum am Weissenhof (son nom depuis 2002) est le plus gros employeur de la ville.
Il existe aussi une institution pour l'enseignement et la recherche en viticulture, le Staatliche Lehr- und Versuchsanstalt für Wein- und Obstbau, fondé en 1868. Quelques nouveaux cépages viennent de cette institution.

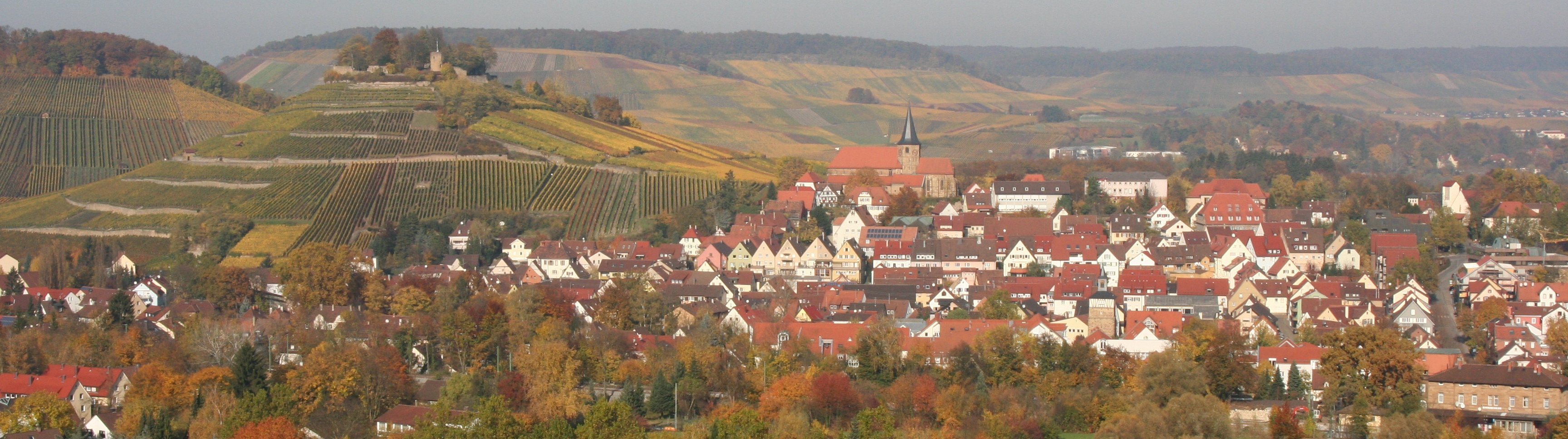
Weinsberg vu du sud

## Jumelages
- Carignan (France)
- Costigliole d'Asti (Italie)

Il existe aussi des relations informelles avec Cossebaude (maintentant une partie de Dresde) en Allemagne, avec Keyworth (Nottinghamshire) au Royaume-Uni et avec Lake Crystal (Minnesota) aux États-Unis d'Amérique. Les relations avec les deux font suite aux échanges scolaires.
La ville américaine de Winesburg (Ohio) fut nommée originellement après Weinsberg tôt dans le XIXe siècle. L'orthographe fut changée en 1833.